# Alphabet anglais
Pour un article plus général, voir Anglais.
L'alphabet anglais est l’alphabet utilisé pour écrire l’anglais. Il comprend vingt-six lettres de l’alphabet latin, formant de nombreux digrammes comme ch, ph ou ng.

## Alphabet
| Capitales (ou majuscules)    |   |   |   |   |   |   |   |   |   |   |   |   |   |   |   |   |   |   |   |   |   |   |   |   |   |
| A                            | B | C | D | E | F | G | H | I | J | K | L | M | N | O | P | Q | R | S | T | U | V | W | X | Y | Z |
| Bas de casse (ou minuscules) |   |   |   |   |   |   |   |   |   |   |   |   |   |   |   |   |   |   |   |   |   |   |   |   |   |
| a                            | b | c | d | e | f | g | h | i | j | k | l | m | n | o | p | q | r | s | t | u | v | w | x | y | z |

## Prononciation
Le tableau ci-dessous donne la prononciation du nom anglais de chacune des vingt-six lettres de l’alphabet anglaise transcrite dans l’alphabet phonétique international.
| Lettre | Prononciation anglaise en API |
| ------ | ----------------------------- |
| A      | [eɪ]                          |
| B      | [biː]                         |
| C      | [siː]                         |
| D      | [diː]                         |
| E      | [iː]                          |
| F      | [ɛf]                          |
| G      | [dʒiː]                        |
| H      | [(h)eɪtʃ]                     |
| I      | [aɪ]                          |
| J      | [dʒeɪ]                        |
| K      | [keɪ]                         |
| L      | [ɛl]                          |
| M      | [ɛm]                          |
| N      | [ɛn]                          |
| O      | [oʊ]                          |
| P      | [piː]                         |
| Q      | [kjuː]                        |
| R      | [ɑː/ɑr]                       |
| S      | [ɛs]                          |
| T      | [tiː]                         |
| U      | [juː]                         |
| V      | [viː]                         |
| W      | [ˈdʌbəljuː]                   |
| X      | [ɛks]                         |
| Y      | [waɪ]                         |
| Z      | [zɛd/ziː]                     |

## Caractères supplémentaires
L’alphabet anglais moderne n’utilise couramment aucun autre caractère que ses vingt-six lettres de base. On peut cependant trouver occasionnellement certains diacritiques et ligatures en anglais.

### Diacritiques
Certains mots et expressions, souvent venus du français, contiennent des lettres portant un diacritique (accents et cédilles), comme résumé, fiancé, à la carte et soupçon.

### Ligatures
Les ligatures (telles l’e dans l’a [Æ, æ] et l’e dans l’o [Œ, œ]) ne sont aujourd’hui utilisées en anglais que par esthétique ou en tant que variantes ; elles ne font pas partie de l’orthographe de la langue. On peut cependant noter que la lettre w est à l’origine une ligature de deux v ou u ; on peut donc la considérer comme la seule ligature obligatoire et courante de l’alphabet anglais.

### Lettres obsolètes
L’alphabet anglo-saxon (en anglais moderne Old English), dont on marque les voyelles longues par un macron [¯], comportait d’autres lettres : e dans l’a [Æ, æ], d barré appelé eth [Ð, ð] et thorn [Þ, þ], issue de l’alphabet runique utilisé à l’époque. Ces lettres ont progressivement disparu en anglais, mais subsistent en islandais.